# Cal Gabàs
Cal Gabàs és una obra de Torre-serona (Segrià) inclosa a l'Inventari del Patrimoni Arquitectònic de Catalunya.

## Descripció
Edifici sòlid que ocupa tot un sector de la plaça central de la vil·la. Malgrat les múltiples vivendes i afegits, el bloc manté a la façana un aire clàssic. Els porxos són els únics de la vil·la. La verticalitat de les portes i façanes s'equilibren amb la cornisa de pedra que separa les plantes i dona horitzontalitat al volum.